# Mohamed Hassan (imam)
Pour les articles homonymes, voir Mohamed Hassan et Hassan.
Mohamed Hassan dit Cheikh Mohamed Hassan (de son nom complet Mohammed bin Ibrahim Al-Hassan) est une personnalité politico-religieuse égyptienne.

## Biographie
Il est né en 1962 à Dmoha, dans le Gouvernorat de Dakhleya en Égypte, dans une famille pieuse. Son grand-père maternel lui a appris le Coran. Il rejoint l'école coranique à quatre ans.
Il obtient une licence en sciences de l'information à l'Université du Caire puis un Master en études islamiques à l'Institut d'études islamique.
Il s'installe en Arabie saoudite en tant que prédicateur de la mosquée Arrajhi. Ensuite, il enseigne à l'Université Islamique Imam Mouhammad Bin Saoud de la ville de Qassim[source insuffisante].
Il devient populaire en donnant de nombreuses conférences ou prêches à la télévision,.

## Prises de position et polémiques
Mohamed Hassan intervient régulièrement à travers les médias, notamment à travers des vidéos sur le site YouTube, pour donner son avis sur l'actualité.
Peu connu en Occident, il a pu toutefois interpeller notamment sur ses prises de position concernant les causes de certaines épidémies. Ainsi, il explique dans ses prêches que le sida ou la grippe porcine sont les conséquences des choix des infidèles : « La communauté internationale n’est infectée que parce qu’elle s’est égarée de la voix d’Allah et du prophète. ».
Concernant la géopolitique, il s'oppose à Bachar Al-Assad et a émis une fatwa appelant à son meurtre. Il soutient le jihad en Syrie : « Le jihad est indispensable à la victoire de nos frères en Syrie. Toutes les formes de jihad : celui de l’esprit, de l’argent ou des armes » . 
Accusé par ses détracteurs de diffuser un Islam violent et radical, il a soulevé une vive opposition lors de sa venue en Tunisie en 2013.

## Idéologie
Cheikh Mohamed Hassan est plutôt un adepte des frères musulmans. Il n'est pas officiellement membre de la confrérie mais il la soutient politiquement. Son discours est basé sur les constances du courant des frères musulmans saoudiens. Ses prêches de vendredi ou sur les plateaux TV le situent en élève des références connues, il le revendique. Son positionnement idéologique est diversement analysé .
- Le député tunisien Habib Ellouze estime que « c'est un savant et il ne va nullement propager des discours wahhabites ». Le courant wahhabite lui semble incompatible avec l'esprit des Tunisiens « ouverts et tolérants de par leurs histoire et civilisation ».
- Ferid El-Beji, président de l'association Dar al-Hadith Ezzaïtouni, estime qu'il diffuse des messages dangereux. « Mohamed Hassan a un discours d'exclusion. Il diffuse une idéologie wahhabite et qualifie de mécréants tous ceux qui ne partagent pas ses idées. Je suis totalement contre sa visite. J'interpelle les consciences pour qu'on mette fin aux visites de ces gens dangereux ».